# دورافيل
دورافيل (بالإنجليزية: Doraville, Georgia)‏ هي مدينة تقع في مقاطعة ديكالب بولاية جورجيا في الولايات المتحدة. تبلغ مساحة هذه المدينة 9.3 (كم²)، وترتفع عن سطح البحر 327 م، بلغ عدد سكانها 8330 نسمة في عام 2010 حسب إحصاء مكتب تعداد الولايات المتحدة.

## وصلات خارجية
- The City of Doraville Georgia Website
- Cities & Counties - Georgia.gov